# Мъгленска епископска базилика
Мъгленската епископска базилика (на гръцки: Βασιλική Μογλενών) е археологически обект в средновековния македонски град Мъглен, Гърция.

## Описание
Останките от църквата са открити в ограденото от крепостните стени пространство. В архитектурно отношение е трикорабна базилика с притвор. В конхата на апсидата има следи от стенописи, мозаечен под, както и от синтрон. Открити са и фрагменти от скулптури, което говори за богата декорация, която съчетана с големите размери на църквата водят до заключението, че това е епископският храм на града.
В 1980 година Мъгленската крепост е обявена за защитен археологически обект.